# Ingénieur des études et de l'exploitation de l'aviation civile
L'IEEAC est le corps des ingénieurs des études et de l'exploitation de l'aviation civile.
C'est le sixième corps de la Direction générale de l'Aviation civile en termes d'effectifs avec 745 IEEAC sur un total de 13 887 agents au 1er juillet 2016.

## Recrutement
Le recrutement se fait par concours ou examen professionnel.
Le concours externe (environ 50 % du recrutement) est destiné aux élèves de classes préparatoires (MP-PC-PSI-MPI) passant les Concours Communs Polytechniques et le concours interne (environ 25 % du recrutement) aux fonctionnaires et non titulaires de la Direction générale de l'Aviation civile ou de Météo-France justifiant d'au moins 3 années de services. Enfin, les IESSA, TSEEAC et ICNA justifiant 10 ans de services ont la possibilité de passer un examen professionnel (représentant environ 25 % du recrutement) pour entrer dans le corps des IEEAC.

## Déroulement de carrière
Ce corps comporte quatre grades (indice brut) :
- IEEAC principal classe 1 : 2 échelons (985-1015).
- IEEAC principal classe 2 : 8 échelons (561-966).
- IEEAC de classe normale : 11 échelons (416-762).
- IEEAC élève : 2 échelons (340-359).

## Formation
La formation des IEEAC recrutés par concours externe ou concours interne est assurée par l'École nationale de l'aviation civile de Toulouse pour une durée de 3 ans.
À la fin de cette durée, les élèves IEEAC reçoivent le diplôme d'ingénieur ENAC reconnu par la CTI, sont titularisés puis affectés dans un des services de la Direction générale de l'Aviation civile ou au BEA.
De par leur grande mobilité et polyvalence, la formation des IEEAC est continue tout au long de leur carrière.

## Missions
Les IEEAC travaillent dans de nombreux domaines d’intervention techniques et économiques comme le transport aérien, la navigation aérienne, la sécurité de l'aviation civile… que ce soit en métropole ou dans les DOM-TOM. Ils remplissent des missions d'analyse, d’exploitation, d’études, de prévisions, de recherche, d'encadrement ou d’enseignement.

## Répartition
Les domaines d'intervention des IEEAC sont nombreux, ce qui leur confère mobilité mais aussi efforts d'adaptation et de formation continue. Ils travaillent dans les différents services de la Direction générale de l'Aviation civile mais aussi au BEA.

## Rémunération
Les élèves IEEAC touchent un salaire moyen mensuel brut d'environ 2 000 € durant les trois années de scolarité à l'ENAC.
En début de carrière, le salaire annuel brut est de l'ordre de 59 000 €.